# Камалдинов, Фарах Гимдеевич
Фарах Гимдеевич Камалдинов (1914—1989) — старший лейтенант Советской Армии, участник Великой Отечественной войны, Герой Советского Союза (1943).

## Биография
Родился 12 (по новому стилю — 25) мая 1914 года в деревне Нуркай (ныне — Кривошеинский район Томской области). Татарин.
После окончания неполной средней школы работал сначала трактористом в колхозе, затем мотористом-механиком в Западно-Сибирском речном пароходстве.
В 1934 году призван на службу в Рабоче-крестьянскую Красную Армию. Участвовал в боях на озере Хасан и в советско-финской войне. В 1940 году Камалдинов окончил Московское пехотное училище.
С июня 1941 года — на фронтах Великой Отечественной войны. К июлю 1943 года младший лейтенант Фарах Камалдинов командовал взводом автоматчиков 410-го стрелкового полка 81-й стрелковой дивизии 29-го стрелкового корпуса 13-й армии Центрального фронта. Отличился во время Курской битвы.
В ночь с 4 на 5 июля 1943 года под Малоархангельском взвод Камалдинова отразил немецкие контратаки на вверенном ему участке обороны. Три раза Камалдинов поднимал своих бойцов в контратаки. В тех боях взвод уничтожил 6 тяжёлых и 1 лёгкий танк, а также около 200 солдат и офицеров противника. В бою Камалдинов получил ранение, но продолжал сражаться.
Указом Президиума Верховного Совета СССР от 27 августа 1943 года за «образцовое выполнение боевых заданий командования на фронте борьбы с немецкими захватчиками и проявленные при этом мужество и героизм» младший лейтенант Фарах Камалдинов был удостоен высокого звания Героя Советского Союза с вручением ордена Ленина и медали «Золотая Звезда» за номером 1262.
В 1946 году в звании старшего лейтенанта Камалдинов был уволен в запас.
Проживал в Темиртау. Умер 28 августа 1989 года, похоронен на Старомихайловском кладбище Караганды.
Был также награждён орденами Красного Знамени, Отечественной войны 1-й степени, Красной Звезды, рядом медалей.